# Sergio Azzolini
Sergio Azzolini (Bolzano, 1967) is een Italiaans fagottist en een van de bekendste fagotsolisten van de wereld. 
Hij studeerde van 1978 tot 1985 aan het conservatorium Claudio Monteverdi in Bolzano bij Romano Santi en daarna, tot 1989, bij Klaus Thunemann een de Hochschule für Musik in Hannover. Nog tijdens zijn studie was hij solofagottist van het Jeugdorkest van de Europese Gemeenschap.
Azzolini won internationale concoursen in onder andere Praag (C.M. von Weber), het ARD-concours in München, Ancona, Belgrado, Martigny en Bonn. Tijdens het concours van de ARD won hij ook met het kwintet Ma’alot, een kamermuziekformatie waar hij tien jaar in speelde. Hij speelde ook in met het Trio Maurice Bourgue en het Sabine Meyer Bläserensemble
Naast zijn activiteiten als solist speelt hij in het ensemble Il Proteo dat hij zelf oprichtte. Azzolini heeft ook interesse in oude muziek en authentieke instrumenten. Als solist op barokfagot speelde hij met de Sonatori de la Gioiosa Marca en La Stravaganza Köln. Als continuospeler speelt hij regelmatig met het Ensemble Baroque de Limoges ondcer leiding van Christophe Coin. In 2002 werd hij artistiek leider van de Kammerphilharmonie Potsdam (Duitsland). Na een professoraat aan de Hochschule für Musik und Darstellende Kunst Stuttgart was Azzolini van 1998 tot 2024 professor voor fagot en kamermuziek aan de Hochschule für Musik in Basel, waar hij werd ontslagen na beschuldigingen van vermeend misbruik. Hij geeft ook veel masterclasses, onder andere aan de Musikhochschule Weimar, het Konservatorium Wien en als onderdeel van de Internationalen Instrumentalwettbewerb Markneukirchen.
- Bibliothèque nationale de France: cb139436637 (data)
- CiNii: DA15379416
- Gemeinsame Normdatei: 134713478
- International Standard Name Identifier: 0000 0001 0921 8338
- Library of Congress Control Number: no97025487
- Nationale Bibliotheek van Letland: 000312286
- MusicBrainz: 77ba5bd8-5f53-4de6-925c-341f58211033
- Nationale Bibliotheek van Tsjechië: xx0063278
- Nationale Bibliotheek van Israël: 987007412464705171
- Nederlandse Thesaurus van Auteursnamen: 098191691
- Système universitaire de documentation: 083488618
- Virtual International Authority File: 85709740
- WorldCat: E39PBJrwPryFxxbRrkYH9KTbVC